# Manuela Schwesig

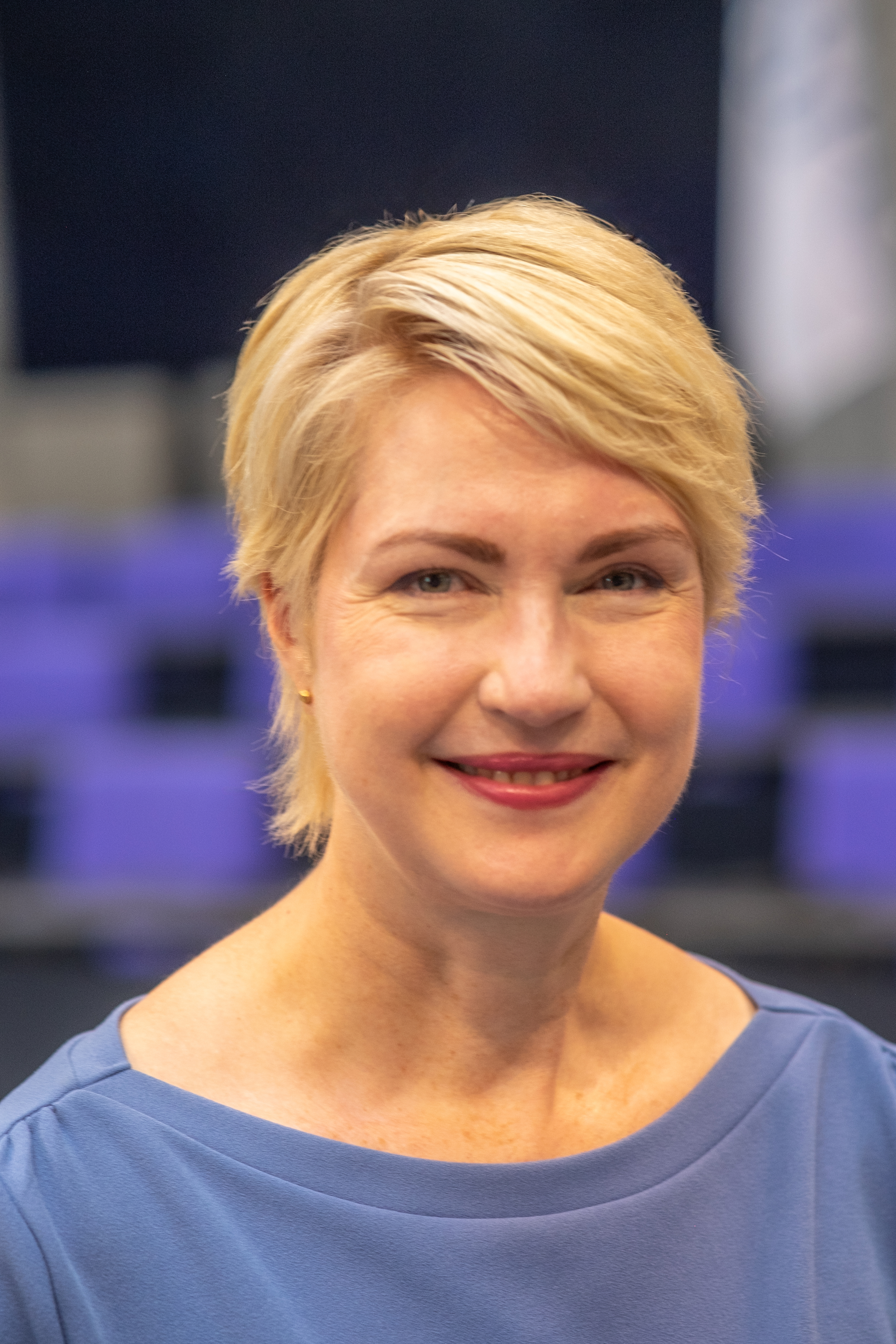
Manuela Schwesig (2023)

Manuela „Manu“ Schwesig, geb. Frenzel (* 23. Mai 1974 in Frankfurt an der Oder), ist eine deutsche Politikerin (SPD). Sie ist seit Juli 2017 Vorsitzende der SPD Mecklenburg-Vorpommern und Ministerpräsidentin des Landes Mecklenburg-Vorpommern. Außerdem war sie von November 2023 bis Oktober 2024 turnusgemäß die Präsidentin des Bundesrates und ist seither dessen Erste Vizepräsidentin.
Seit 2021 ist sie wieder Abgeordnete des Landtags von Mecklenburg-Vorpommern, dem sie bereits von 2011 bis 2014 angehörte. Sie war von Oktober 2008 bis Dezember 2013 Ministerin für Soziales des Landes Mecklenburg-Vorpommern (bis Oktober 2011 zuständig für Soziales und Gesundheit und danach für Arbeit, Gleichstellung und Soziales) und anschließend bis Juni 2017 Bundesministerin für Familie, Senioren, Frauen und Jugend der Bundesrepublik Deutschland. Nach dem Rücktritt von Andrea Nahles führte sie, eine der drei Vorsitzenden, von Juni bis September 2019 ihre Bundespartei kommissarisch.

## Leben und beruflicher Werdegang
Manuela Frenzel wuchs mit ihren Eltern und ihrem Bruder in Seelow im heutigen brandenburgischen Landkreis Märkisch-Oderland in der DDR auf. Der Vater war Schlosser, die Mutter Verwaltungsangestellte. Im Jahr 1990 spielte sie eine kleine Nebenrolle als Rivalin in dem DEFA-Jugendfilm Verbotene Liebe von Helmut Dziuba. Nach dem Abitur im Jahr 1992 am Gymnasium auf den Seelower Höhen trat sie in den gehobenen Dienst in der Steuerverwaltung des Landes Brandenburg ein. 1995 schloss sie ihre Laufbahnprüfung als Diplom-Finanzwirtin (FH) an der Fachhochschule für Finanzen des Landes Brandenburg in Königs Wusterhausen ab. Im Jahr 2000 wechselte sie an das Finanzamt in Schwerin, für das sie als Steuerfahndungsprüferin tätig wurde. Ab 2002 arbeitete sie im Finanzministerium des Landes Mecklenburg-Vorpommern, in dessen Referat 320 sie zuletzt als Steueramtsrätin für die Steuerverwaltung mit Fragen der Öffentlichkeitsarbeit und der Organisation befasst war. Seit dem 1. Oktober 2008 ist sie als Finanzbeamtin des Landes Mecklenburg-Vorpommern beurlaubt.
Im Jahr 2000 ehelichte Frenzel Stefan Schwesig. Sie leben in Schwerin, haben einen Sohn (* 2007) und eine Tochter (* 2016). Am 31. Juli 2010 ließ sich die zuvor konfessionslose Schwesig gemeinsam mit ihrem Ehemann und ihrem Sohn taufen und trat mit ihrer Familie in die Evangelisch-Lutherische Landeskirche Mecklenburgs ein.
Ihre Entscheidung, ihren Sohn auf eine Privatschule zu schicken, stieß teilweise auf Kritik. Das Schulgeld beträgt monatlich 200 Euro. Sie begründete die Wahl mit der Kürze des Schulweges.
Im September 2019 wurde bekannt, dass bei Schwesig eine Brustkrebserkrankung festgestellt wurde. Im Zusammenhang damit trat sie am 10. September 2019 von allen Bundesämtern zurück, behielt aber die Ämter der Ministerpräsidentin und Parteichefin von Mecklenburg-Vorpommern. Am 12. Mai 2020 gab sie bekannt, die Krebstherapie gut überstanden zu haben und genesen zu sein. Anfang 2021 musste sie zur Nachbehandlung drei Wochen in eine Reha-Klinik.

## SPD-Politikerin seit 2003

### Parteiämter

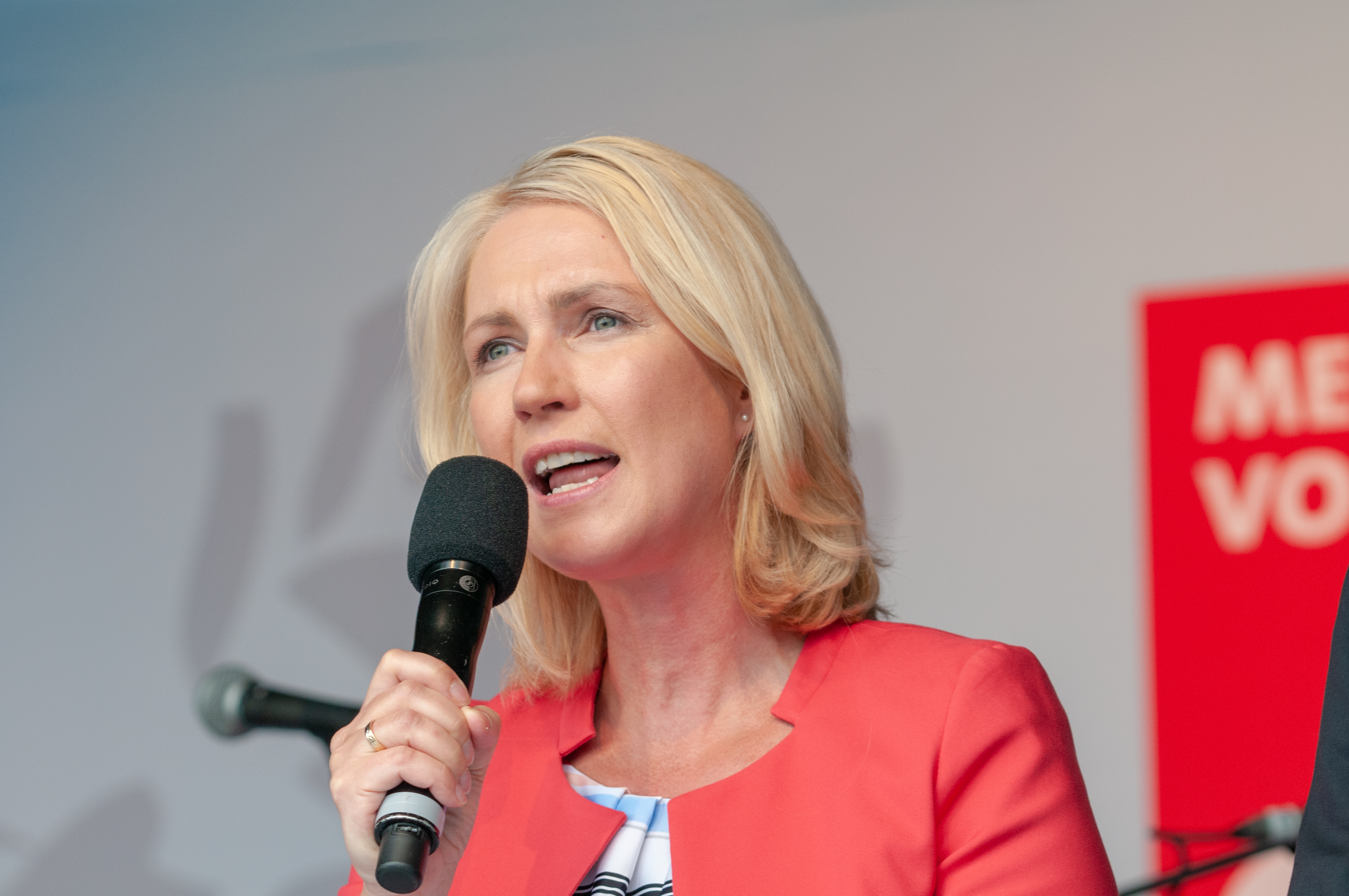
Schwesig bei einer SPD-Wahlkampfveranstaltung zur Landtagswahl in Mecklenburg-Vorpommern 2016 in Rostock

Als 29 Jahre alte Finanzbeamtin trat Schwesig im Jahr 2003 in die SPD ein. Sie gehört seit 2003 dem Vorstand des SPD-Kreisverbands Schwerin an und seit 2005 dem Vorstand der SPD Mecklenburg-Vorpommern. Ab 2013 war sie stellvertretende Landesvorsitzende und am 2. Juli 2017 übernahm sie von Erwin Sellering den Landesvorsitz, den er krankheitsbedingt niedergelegt hatte. Seit dem 13. November 2009 war sie eine der stellvertretenden Bundesvorsitzenden der SPD. Zusätzlich übernahm sie am 3. Juni 2019 in Folge des Rücktritts von Andrea Nahles, gemeinsam mit Malu Dreyer und Thorsten Schäfer-Gümbel, die Funktion als kommissarische SPD-Bundesvorsitzende, die sie am 10. September 2019 aufgrund ihrer Krebserkrankung niederlegte.

### Öffentliche Ämter (seit 2004)

#### Stadtvertreterin in Schwerin (2004–2008)
Von 2004 bis 2008 war Schwesig Mitglied der SPD-Fraktion in der Schweriner Stadtvertretung, in der sie von Oktober 2007 bis Oktober 2008 Fraktionsvorsitzende war.

#### Landesministerin in Mecklenburg-Vorpommern (2008–2013)

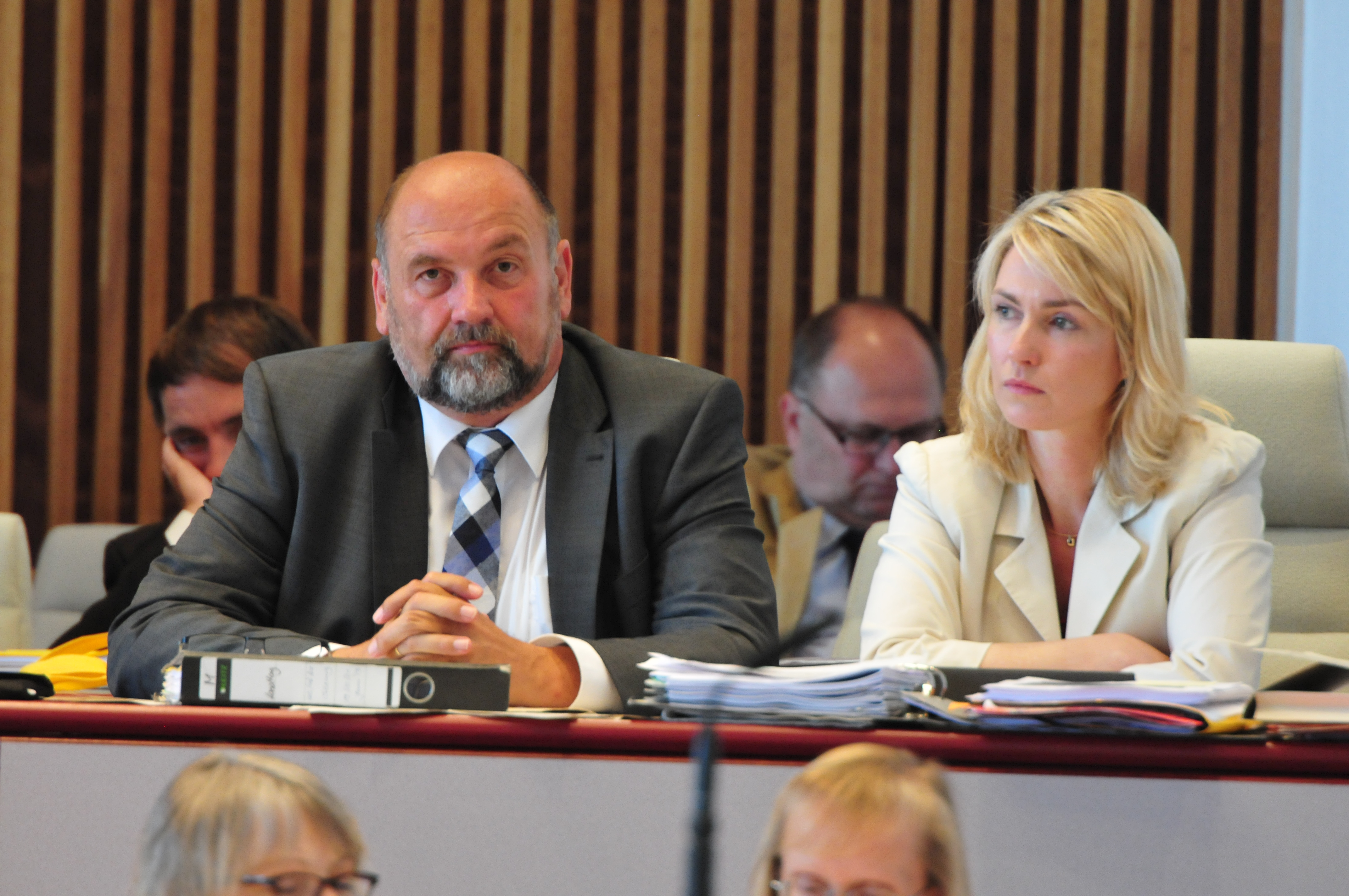
Schwesig bei einer Landtagssitzung, 2013

Am 6. Oktober 2008 wurde Schwesig als Nachfolgerin von Erwin Sellering zur Ministerin für Soziales und Gesundheit im Kabinett Sellering I ernannt. Ab dem 30. Juli 2009 war sie Mitglied im Kompetenzteam des SPD-Kanzlerkandidaten Frank-Walter Steinmeier zur Bundestagswahl 2009. Hier zeichnete sie verantwortlich für den Bereich Familie und Soziales. Bei der Landtagswahl in Mecklenburg-Vorpommern 2011 errang sie im Wahlkreis Schwerin I ein Direktmandat. Am 25. Oktober 2011 wurde sie zur Ministerin für Arbeit, Gleichstellung und Soziales im Kabinett Sellering II ernannt.

#### Bundesfamilienministerin (2013–2017)
Am 27. Mai 2013 wurde Schwesig für den Bundestagswahlkampf 2013 in das Kompetenzteam des SPD-Kanzlerkandidaten Peer Steinbrück berufen. Sie war dort für die Themen Frauen, Familie, Aufbau Ost, Demografie und Inklusion zuständig. Vom 17. Dezember 2013 bis zum 2. Juni 2017 war sie Bundesministerin für Familie, Senioren, Frauen und Jugend. In ihre Amtszeit fällt der Beschluss des Entgelttransparenzgesetzes im Jahr 2017, für das sich Schwesig öffentlich starkmachte.

#### Ministerpräsidentin von Mecklenburg-Vorpommern (seit 2017)
Am 4. Juli 2017 wurde Schwesig mit der Mehrheit der rot-schwarzen Koalition im Landtag von Mecklenburg-Vorpommern zur Ministerpräsidentin gewählt. Sie ist das fünfte Regierungsoberhaupt seit 1990 und die erste Frau in diesem Amt. Sie trat die Nachfolge Erwin Sellerings an, der aus gesundheitlichen Gründen zurückgetreten war. Ihr erstes Kabinett bestand aus fünf SPD-Ministern und drei CDU-Ministern; sie hatte zunächst alle Minister des Kabinetts Sellering III übernommen. Seit Januar 2019 ist sie eine der beiden Vorsitzenden des Vermittlungsausschusses von Bundestag und Bundesrat.
Im März 2021 wurde Manuela Schwesig in Folge eines Pressetermins, auf welchem sie eine neue App vorstellte und der in einem Modegeschäft in Schwerin stattfand, von der Piratenpartei angezeigt. Der Grund dafür war, dass Schwesig nach Auffassung der Piratenpartei damit gegen die geltende Corona-Verordnung des Landes Mecklenburg-Vorpommern verstoßen habe. Gemäß Verordnung dürfen sich in einem Geschäft dieser Größe 6 Personen aufhalten, allerdings waren bei diesem Pressetermin mindestens 20 Personen anwesend. Neben der Ministerpräsidentin wurde auch der Minister für Energie und Infrastruktur des Landes Christian Pegel und Schwerins Oberbürgermeister Rico Badenschier sowie die weiteren Anwesenden angezeigt. Das Ordnungsamt der Stadt Schwerin wies diese Anzeige allerdings zurück, da gemäß der Landesverordnung zwischen unterschiedlichen Berufsgruppen differenziert werden muss und ein Dienstgeschäft von Politikern nicht unter die Corona-Beschränkungen fällt.
Bei der Landtagswahl 2021 konnte Schwesigs SPD ihr Ergebnis um neun Prozentpunkte auf 39,6 Prozent der Stimmen steigern. Der Koalitionsvertrag von SPD und Die Linke wurde am 13. November unterschrieben. Am 15. November 2021 wurde sie mit 41 von 79 abgegebenen Stimmen vom Landtag erneut zur Ministerpräsidentin gewählt und führt seither das Kabinett Schwesig II.
Am 28. Oktober 2022 wurde Schwesig turnusgemäß zur zweiten Vizepräsidentin des Bundesrates gewählt; ihre Amtszeit begann am 1. November 2022. Am 20. Oktober 2023 wurde sie zur Präsidentin des Bundesrates gewählt. Sie war die dritte Frau in diesem Amt und trat dieses am 1. November 2023 an. Sie amtierte bis zum 31. Oktober 2024. Seit dem 1. November 2024 ist sie erste Vizepräsidentin des Bundesrates.

## Politische Positionen

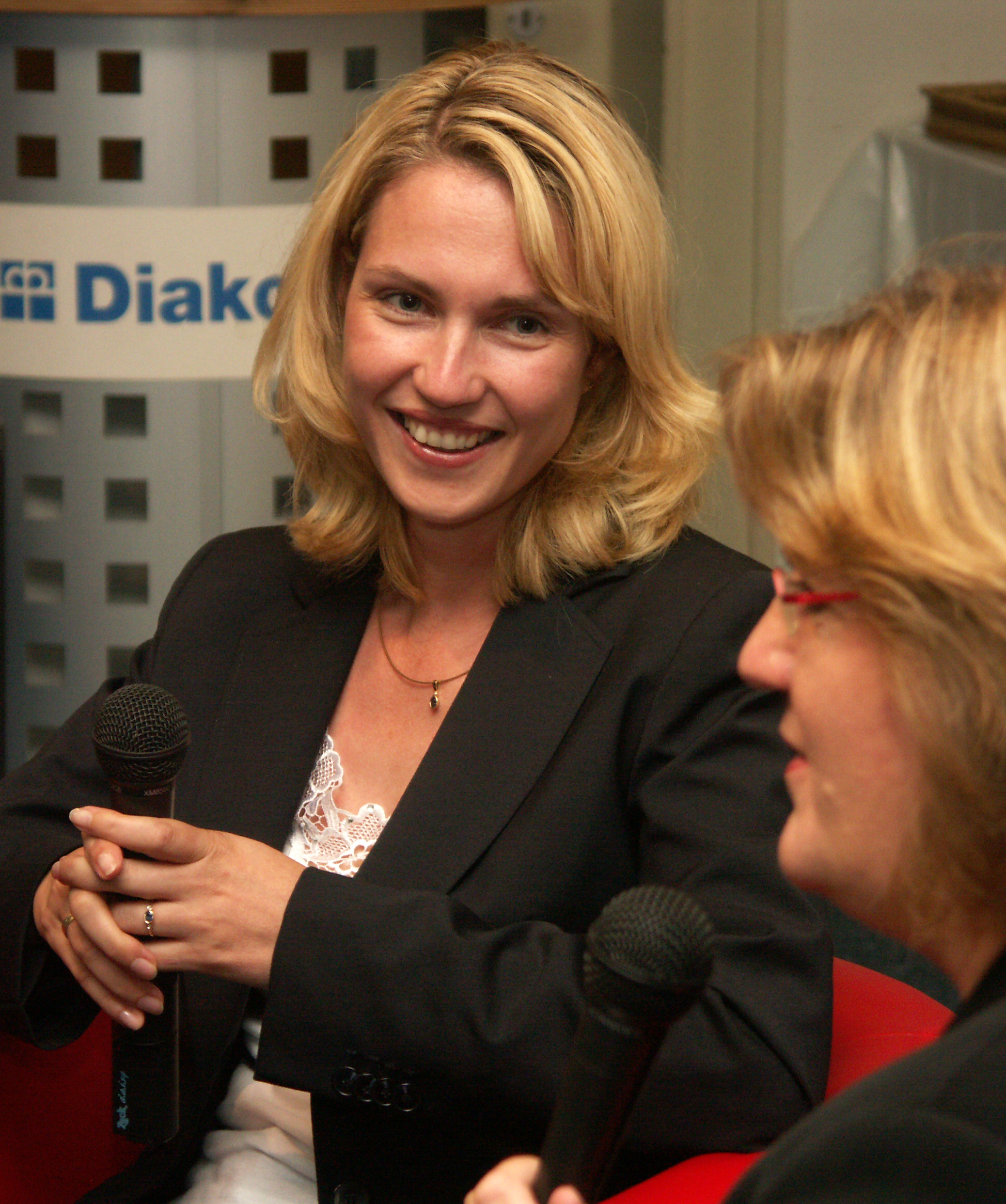
Schwesig im Gespräch mit der SPD-Familienpolitikerin Kerstin Griese, 2009

2009 unterstützte Schwesig die Initiative von Bundesfamilienministerin Ursula von der Leyen, im Kampf gegen die Kinderpornografie Internetseiten mit kinderpornografischen Inhalten zu sperren (vgl. Gesetz zur Erschwerung des Zugangs zu kinderpornografischen Inhalten in Kommunikationsnetzen). Im August 2009 kritisierte Schwesig in einem Interview der Passauer Neuen Presse die bisherige Vorgehensweise der Regierung als „Hängepartie“, die einen besseren Kinderschutz aufhalte. Zugleich vertrat sie auch den von der SPD geforderten Grundsatz „Löschen vor Sperren“. Kritiker warfen ihr später vor, sie setze sich – unter dem Vorwand des Kinderschutzes – für eine noch strengere Zensur des Internets ein als ihre Konkurrentin Ursula von der Leyen.
Für das Bundesland Mecklenburg-Vorpommern verfügte die damalige Sozialministerin Schwesig 2010 durch einen Erlass, dass die Verfassungstreue der Mitarbeiter von Kindertagesstätten überprüft werde und gewährleistet sein müsse. Der Erlass wurde von allen Parteien außer der NPD begrüßt.

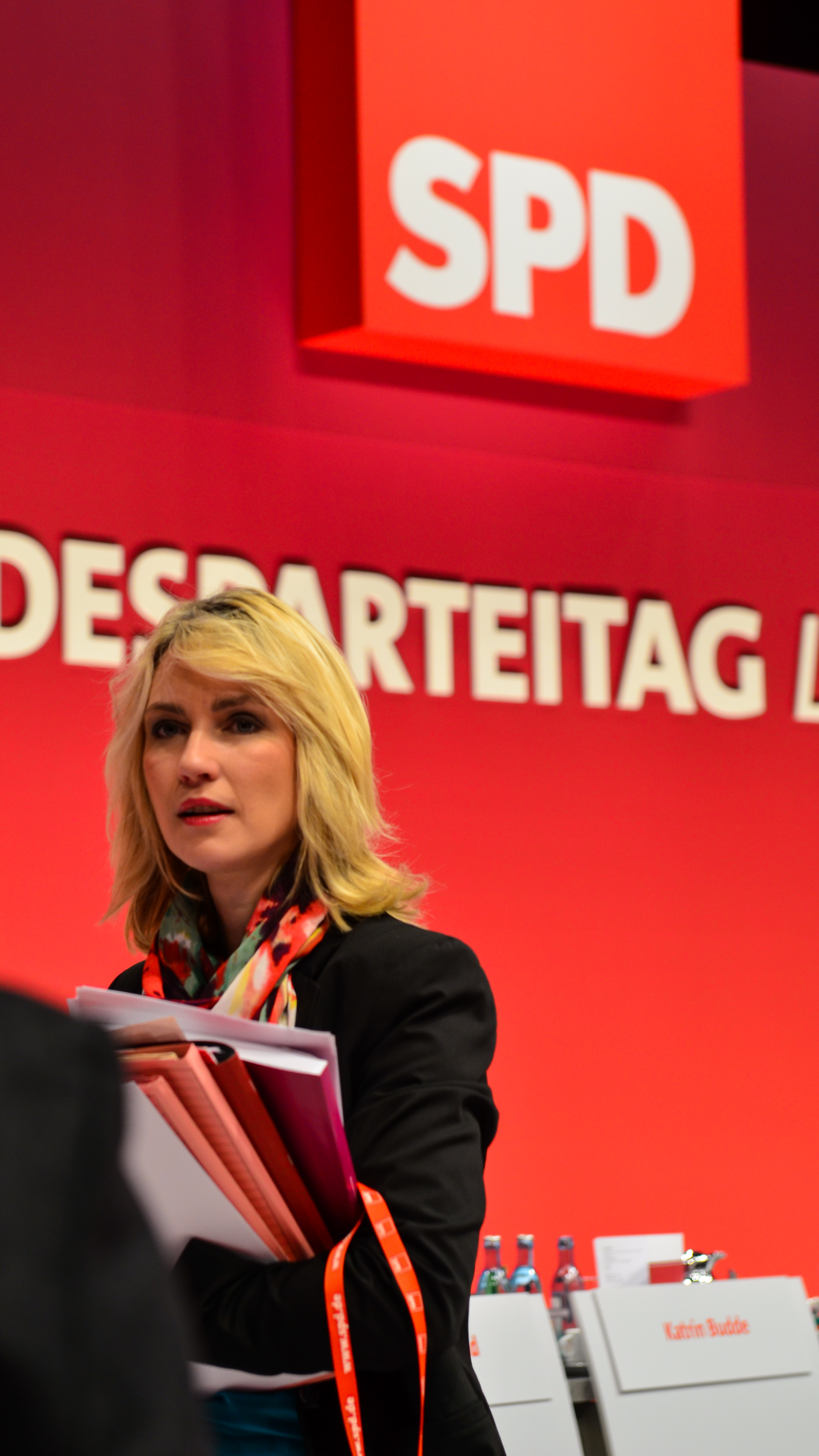
Schwesig auf dem SPD-Bundesparteitag 2013 in Leipzig

Anfang Januar 2014 sprach Schwesig in einem Interview mit der Bild-Zeitung u. a. über eine reduzierte Arbeitszeit für Eltern und ein Rückkehrrecht auf eine Vollzeitstelle. Sie schlug dabei vor, dass beide Eltern ihre Arbeitszeit um rund 20 Prozent reduzieren und dabei einen aus Steuermitteln finanzierten teilweisen Lohnausgleich und Partnerschaftsbonus erhalten können. Die Bundesregierung werde „zuerst das Elterngeld Plus einführen, bei dem Eltern, die Teilzeit arbeiten, einen Zuschuss zum Gehalt bekommen“. Sie erklärte: „Die Wirtschaft muss flexibler werden und Eltern, die ihre Arbeitszeit für die Familie reduzieren, auch gute Karriere-Chancen ermöglichen.“ Ihr Vorschlag wurde in den Medien als 32-Stunden-Woche für Eltern diskutiert und in Zusammenhang mit der DIW-Modellrechnung für eine Familienarbeitszeit-Lohnersatzleistung gestellt. Zu Schwesigs Vorstoß äußerte Regierungssprecher Steffen Seibert, es handele sich um einen „persönlichen Debattenbeitrag“, und erklärte, die schwarz-rote Regierung werde sich darauf konzentrieren, das im Koalitionsvertrag vorgesehene Elterngeld Plus umzusetzen und den Ausbau der Betreuungsplätze voranzubringen; es werde kein zusätzliches Steuergeld für die weitere Flexibilisierung der Arbeitszeiten eingesetzt.
Schwesig setzte sich für die Übernahme der Kosten durch die Krankenkassen für künstliche Befruchtungen ein und wollte diese nicht länger nur Ehepaaren zukommen lassen. Sie „plane, die finanzielle Unterstützung für Kinderwunschbehandlungen auf nicht verheiratete Paare auszudehnen, die schon länger zusammenleben“, sagte Schwesig der Bild am Sonntag. Sie könne „nicht verstehen, warum wir es Paaren so schwer machen, die sich nichts sehnlicher als ein Kind wünschen“. Nur Ehepaaren die Behandlung zu bezahlen, gehe „total an der Lebenswirklichkeit vorbei“, denn auch Paare ohne Trauschein wollten Kinder. Mehr als sechs Millionen Menschen sind in Deutschland ungewollt kinderlos.
Flüchtlingskinder sollten laut Schwesig besser gegen Gewalt geschützt werden, und zu diesem Zweck sei von Flüchtlingshelfern ein Führungszeugnis zu verlangen. Sie sprach sich gegen Einschränkungen beim Familiennachzug aus, da Kinder die Integration erleichterten.
Am 1. Juli 2014 stellte Schwesig das Programm „Demokratie leben! Aktiv gegen Rechtsextremismus, Gewalt und Menschenfeindlichkeit“ vor. Das Programm ihrer Vorgängerin Kristina Schröder gegen Linksextremismus wurde dabei ersatzlos gestrichen. Das Problem des Linksextremismus sei laut Schwesig „aufgebauscht“ worden, ohne dass dafür eine effektive politische Lösung angeboten worden sei. Zudem habe das Programm die „Gräben vertieft“ und die Arbeit vor Ort behindert.
Schwesig übernahm 2019 die Schirmherrschaft für den „Deutschen Ärztekongress für Homöopathie“. Hierfür erntete sie Kritik von der mecklenburg-vorpommerschen Ärztekammer. 2020 forderte Schwesig in einem Antrag im Bundesrat die Wiedereinführung der Vorratsdatenspeicherung, obwohl diese höchstrichterlich als grundrechtswidrig eingestuft wurde. Sie begründete diesen Vorstoß mit dem Kampf gegen Kinderpornografie und rechtsextremistische Straftaten. Dabei argumentierte sie mit einer Statistik, die sich als falsch herausstellte. Als Ministerpräsidentin sowie auch zuvor als Frauenministerin setzte sie sich für die Quote in den Aufsichtsräten ein. Sie möchte selbst dazu beitragen, dass die nächsten Generationen junger Frauen Vorbilder haben und sich Respekt verschaffen können. 2015 hat sie die Frauenquote auf Bundesebene durchgesetzt. Schwesig lehnte den Begriff „Unrechtsstaat“ für die DDR ab, denn er „wirkt so, als sei das ganze Leben Unrecht gewesen. Wir brauchen aber mehr Respekt vor ostdeutschen Lebensleistungen.“ Sie bekannte sich aber zur Bezeichnung der DDR als Diktatur.

## Umstrittener Einsatz für Nord-Stream 2
Manuela Schwesig geriet 2021 im Zuge der Gründung der „Stiftung Klima- und Umweltschutz MV“ in die mediale Kritik. Schwesig begründete ihre Unterstützung der Stiftung damit, dass die Förderung von Umweltprojekten „vielen Menschen in unserem Land am Herzen liegt“. Denn zum Stiftungszweck gehöre neben dem Umweltschutz eben auch, Nord-Stream 2 fertigzustellen.
Die Nord Stream AG, deren Mehrheitseigner die russische Gazprom ist, sollte laut Landesregierung in den nächsten Jahren insgesamt sogar 60 Millionen Euro in die Stiftung einbringen. Ziel ist es, auf diese Weise mögliche Sanktionen seitens der USA zu umgehen, die Unternehmen daran hindern könnten, benötigte Maschinen und Baumaterialien zu liefern. In diesem Fall hätte die Stiftung selbst als „Zwischenhändler“ tätig werden und benötigtes Material liefern können. Laut Registerauszügen kaufte die Stiftung im Sommer 2021 hierzu eigens einen 5600-Tonnen-Frachter, der direkt am Bau der Nord-Stream 2 mitwirkte.
Die FAZ schrieb am 1. Februar 2022, Schwesig werde „zum Problem für die SPD“. Sie habe eine „Umweltstiftung“ aus der Taufe gehoben mit dem Zweck, den Bau abzusichern. Sie wiederhole „gebetsmühlenartig, wie wichtig der Dialog mit Moskau sei“. Grünen-Fraktionschef Harald Terpe warf der Regierung vor, eine „glorifizierende, nahezu unterwürfige Verbindung zu Russland“ zu pflegen.
Als „komplett fragwürdig“ bezeichnete der Grünen-Europaabgeordnete Reinhard Bütikofer dieses Vorgehen. Omid Nouripour bezeichnete die Fertigstellung der Pipeline mithilfe der landeseigenen Stiftung als einen „Skandal“, doch werde so immerhin „mit der Mär eines privatwirtschaftlichen Projekts“ aufgeräumt.
Nachdem Russlands Präsident Putin im Februar 2022 die „Volksrepubliken“ Donezk und Luhansk anerkannte, twitterte Schwesig: „Die russische Regierung hat internationales Recht gebrochen. Ich sehe diesen Konflikt mit allergrößter Sorge.“, was als Kurswechsel gesehen wurde. Als der Landtag in den Farben der Ukraine angestrahlt wurde und Schwesig ein Foto davon auf Twitter stellte, warf ihr Andrij Melnyk, ukrainischer Botschafter in Deutschland, „Heuchelei“ vor. Nach dem russischen Überfall auf die Ukraine schrieb Schwesig in einer Erklärung, dass „der russische Einmarsch […] ein brutaler Angriff auf ein Nachbarland, eine klare Verletzung des Völkerrechts und durch nichts zu rechtfertigen“ sei. Nord Stream 2 wurde gestoppt; den CDU-Vorschlag, die Gelder der Klima-Stiftung für humanitäre Zwecke in der Ukraine einzusetzen, lehnte Schwesig zunächst als „populistisch“ ab, befürwortete ihn aber später.
Schwesig sagte am 30. März 2022, der Stopp von Nord Stream 2 sei gut und ihre Unterstützung ein Fehler gewesen. Anfang April betonte sie im ZDF, dass die Gasröhre eine Entscheidung auf Bundesebene gewesen und durch sie kein Gas geflossen und nichts verdient worden sei. „Da hat Putin jetzt viel Geld in der Ostsee versenkt. Dennoch war das Festhalten an Nord Stream mit dem Blick von heute ein Fehler, […] den auch ich gemacht habe.“
Schwesig scheiterte im Februar 2022 vor dem Landgericht Hamburg mit dem Versuch, dem CDU-Bundestagsabgeordneten Christoph Ploß kritische Aussagen über ihre Politik im Zusammenhang mit dem Russisch-Ukrainischen Krieg verbieten zu lassen. Die Richter entschieden, Ploß habe sich zwar zugespitzt, aber im Rahmen der Meinungsfreiheit geäußert. Die Opposition kritisierte, dass Schwesig sich die Prozesskosten aus der Landeskasse zahlen lässt. Am 14. April 2022 richtete der Landtag mit den Stimmen von CDU, FDP und Grünen einen Untersuchungsausschuss zum Verhalten der Regierung Schwesigs in Bezug auf Pipeline und Stiftung ein. Stimmen aus der CDU nannten sie zudem „Putin-Lobbyistin“, der CDU-Außenpolitiker Norbert Röttgen forderte ihren Rücktritt. Der CDU-Landtagsabgeordnete Sebastian Ehlers erklärte: „Manuela Schwesig war eine russische Werbe-Ikone, die noch im Januar 2022, als Putin bereits bis an die Zähne bewaffnet an der Grenze aufmarschierte, treu zur Pipeline stand.“

## Kabinette
- Kabinett Sellering I, Ministerin für Soziales und Gesundheit vom 6. Oktober 2008 bis zum 25. Oktober 2011
- Kabinett Sellering II, Ministerin für Soziales, Integration und Gleichstellung vom 25. Oktober 2011 bis zum 16. Dezember 2013
- Kabinett Merkel III, Bundesministerin für Familie, Senioren, Frauen und Jugend vom 17. Dezember 2013 bis zum 2. Juni 2017
- Kabinett Schwesig I und Kabinett Schwesig II, Ministerpräsidentin von Mecklenburg-Vorpommern seit dem 4. Juli 2017

## Mitgliedschaften
Schwesig ist Mitglied im Kinderschutzbund sowie im Kuratorium des Kinderhilfswerk Plan International Deutschland. Sie ist auch Teil der Mitgliederversammlung der SPD-nahen Friedrich-Ebert-Stiftung. Sie war von 2019 bis 2020 Mitglied der Kommission der Bundesregierung „30 Jahre Friedliche Revolution und Deutsche Einheit“.

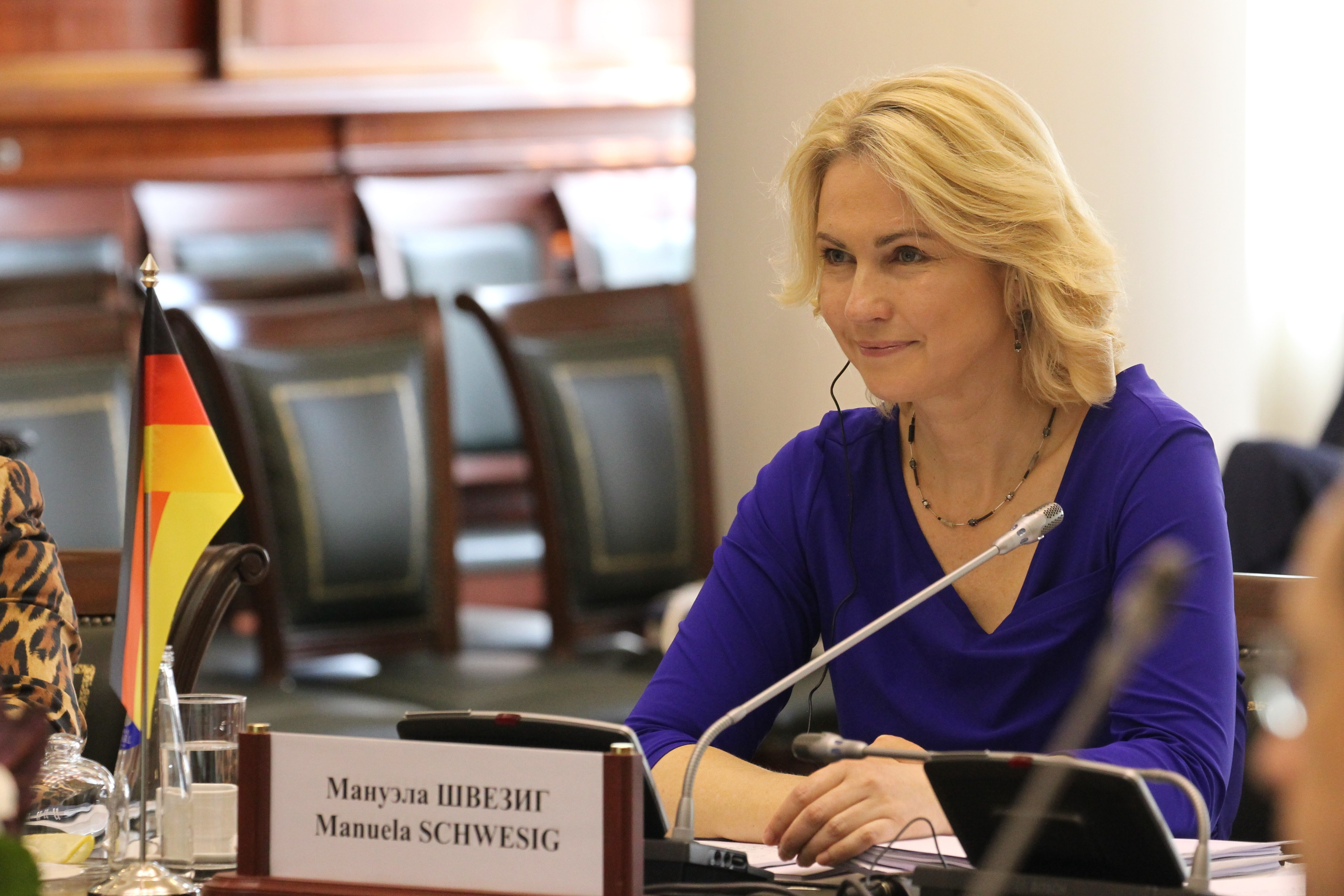
Schwesig am 8. Juni 2019 als Vorsitzende der Deutsch-Russischen Freundschaftsgruppe beim 15. Treffen in Russland

Manuela Schwesig war Mitglied und bis zu deren Auflösung am 8. April 2022 letzte Vorsitzende der Deutsch-Russischen Freundschaftsgruppe des Bundesrates. Beim Treffen der Gruppe in Schwerin im Juli 2018 erklärte sie: „Russland ist ein wichtiger Partner, für uns in Mecklenburg-Vorpommern und für ganz Deutschland. Deswegen ist es wichtig, miteinander im Dialog zu bleiben, gerade in schwierigen Zeiten.“ Ihr Pendant der russischen Gruppe war das Mitglied des Föderationsrates und Geschäftsmann Waleri Ponomarjow.